# Niszczenie książek

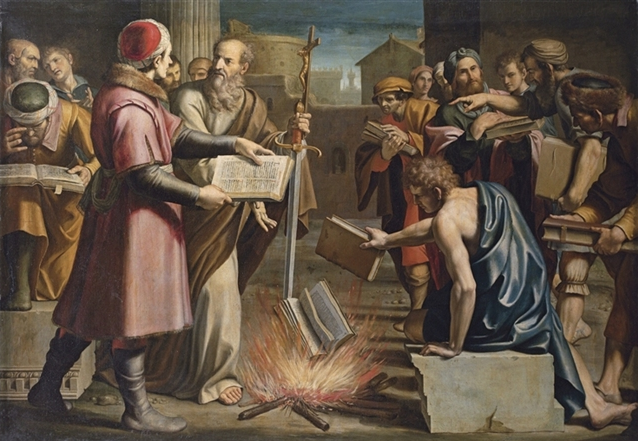
Palenie ksiąg pogańskich w Efezie

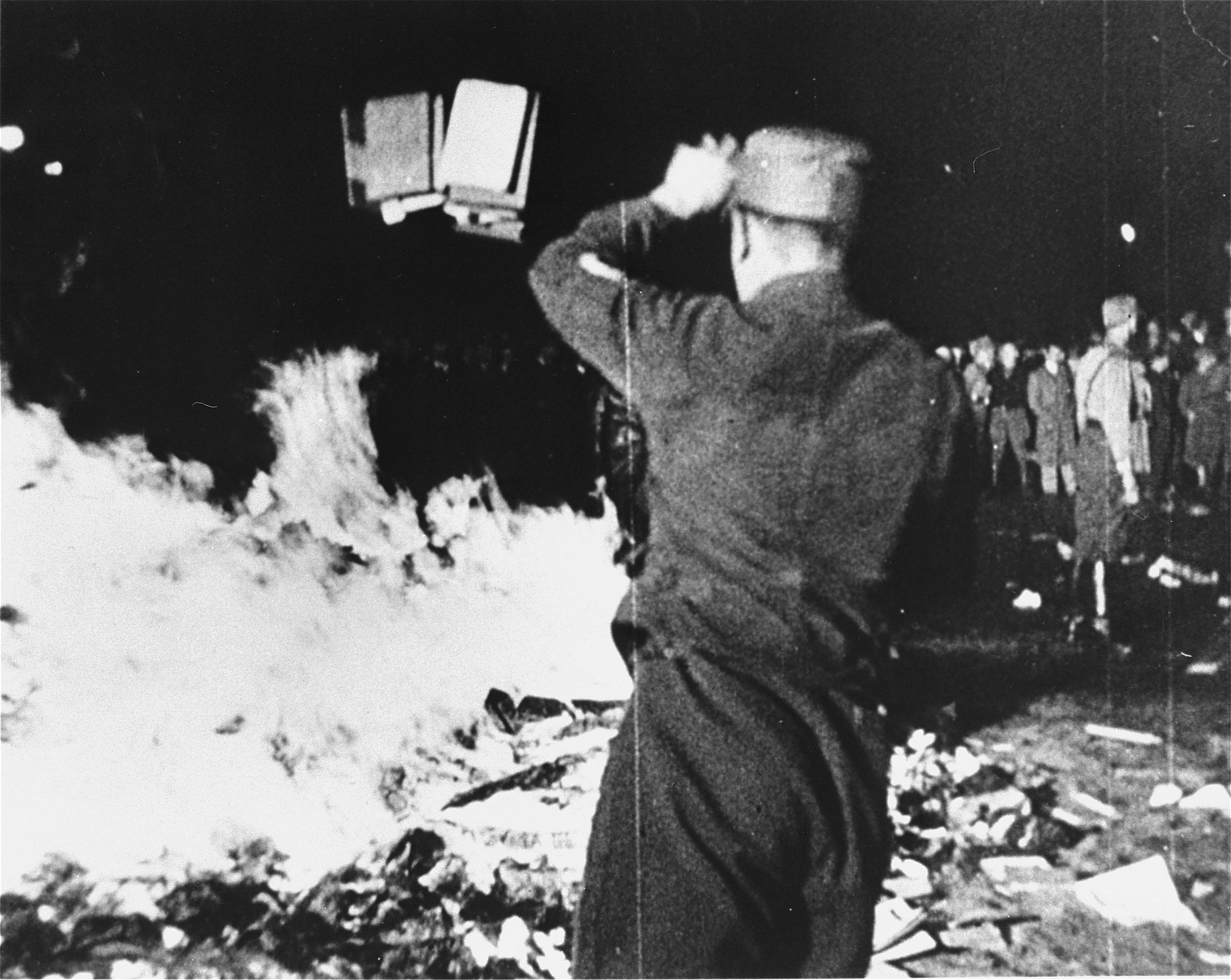
Palenie książek przez bojówkarzy Sturmabteilung (SA), 10 maja 1933

Niszczenie książek – masowe niszczenie książek z powodów politycznych, religijnych, manifestacyjnych lub tajnych.

## Starożytne Chiny
W 213 p.n.e. pierwszy cesarz Chin Qin Shi Huang wydał edykt o spaleniu ksiąg niezgodnych z oficjalną ideologią państwową i zawierających inną niż praktyczna wiedzę. Na skutek przeprowadzonego wówczas palenia ksiąg zniszczeniu uległy m.in. oryginalne teksty Pięcioksięgu konfucjańskiego.

## III Rzesza
Najbardziej znane jest publiczne palenie książek, jakie miało miejsce w 1933 w III Rzeszy. Po Machtergreifung (zagarnięciu władzy) przez Narodowosocjalistyczną Niemiecką Partię Robotników (NSDAP) kierowaną przez Adolfa Hitlera, w marcu 1933 Niemieckie Zrzeszenie Studentów zainicjowało kampanię „Przeciw nie-niemieckiemu duchowi” (niem. „Wider den undeutschen Geist”). W myśl tej akcji biblioteki miały być oczyszczane z „destrukcyjnego piśmiennictwa”. Punktem szczytowym było publiczne palenie książek w wielu miastach uniwersyteckich 10 maja 1933. Dzieła wielu pisarzy stawały się ofiarą ognia. Obok studentów, w paleniu książek uczestniczyli także rektorzy i profesorowie. Joseph Goebbels przemawiając podczas palenia książek w Berlinie powiedział: 

Drodzy studenci, Niemcy i Niemki! Wiek ekstremistycznego żydowskiego intelektualizmu właśnie się skończył, a sukces niemieckiej rewolucji znowu nadał Niemcom ducha właściwej drogi... Czynicie dobrze, oddając złego ducha na pastwę płomieni... To mocny, wielki, symboliczny akt, który ma być wobec całego świata świadectwem tego, że Listopadowa Republika spłonęła w tym ogniu. Z tych płomieni zrodzi się Feniks nowego ducha... Przeszłość sczezła w płomieniach. Przyszłość powstanie z płomieni w naszych sercach... Rozjaśnione tymi płomieniami niech będzie nasze przyrzeczenie: Rzesza, Naród i nasz Führer Adolf Hitler.

## ZSRR
W ZSRR państwo selekcjonowało zbiory biblioteczne, usuwając i niszcząc większość niechcianych książek, niewielkie ilości zamykając jako „zbiory specjalne” (ros. specfond) do dyspozycji władz, podczas odwilży także naukowców i studentów.

## Antyutopie
Niszczenie książek jest tematem fantastycznych antyutopii takich jak m.in. 451 stopni Fahrenheita Raya Bradbury’ego czy Rok 1984 George’a Orwella.